# Rivière Cascapédia
Rivière Cascapédia är ett vattendrag i Kanada.   Det ligger i provinsen Québec, i den östra delen av landet, 800 km öster om huvudstaden Ottawa.